# Oreochromis aureus
Espèce
Synonymes
- Tilapia monodi Daget, 1954

Oreochromis aureus est un Tilapia, une espèce de poissons de la famille des Cichlidae. Originaire du Nord et de l'Ouest de l'Afrique ainsi que du Moyen-Orient. Introduite aux États-Unis, elle a été classée comme espèce invasive a cause des dégâts environnementaux qu'elle engendre.
Cette espèce a été fusionnée avec l'espèce Tilapia monodi, nommée ainsi en hommage à Théodore Monod.

## Description
Aux États-Unis, le Tilapia monodi fait généralement de 30 à 50 cm de longueur et pèse 2,3 à 2,7 kg. Les femelles réalise une incubation buccale de 160 à 1600 œufs. O. aureus est herbivore, mais inclut parfois du zooplancton à son régime alimentaire. Les alevins consomme également de petits invertébrés. 

## Distribution et Habitat
O. aureus est native de l'Ouest et du sud de l'Afrique, plus spécifiquement du Sénégal, du Niger, Bénin et du Nil. Au Moyen-Orient, le Tilapia monodi est natif du Jourdain. 